# Spilosoma pseudolutea
Spilosoma pseudolutea là một loài bướm đêm thuộc phân họ Arctiinae, họ Erebidae.